# Франклин (окръг, Вермонт)
Вижте пояснителната страница за други населени места с името Франклин.
Окръг Франклин (на английски: Franklin County) е окръг в щата Вермонт, Съединени американски щати. Площта му е 1792 km², а населението – 48 915 души (2016). Административен център е град Сейнт Олбанс.